# Para siempre (canción de Daddy Yankee y Sech)
«Para siempre» es una canción del cantante puertorriqueño Daddy Yankee y el cantante panameño Sech, lanzada como el séptimo sencillo del séptimo y último álbum de estudio del primero, Legendaddy, el 2 de junio de 2022.
Su video musical, filmado en Colombia y Puerto Rico, fue dirigido por el director colombiano Juan "Jasz" Suárez y muestra una propuesta de matrimonio. Fue escrita por Daddy Yankee, Sech, los panameños Dímelo Flow, Ramsés "BCA" Herrera, Johnny "BK" López y Jhonattan "Jhon El Diver" Reyes, el productor colombiano Slow Mike y el cantante y letrista estadounidense-puertorriqueño Justin Quiles, y fue producido por Daddy Yankee, Dímelo Flow, Slow Mike, BK y Jhon El Diver.
Es una canción romántica de reguetón con letra sobre una propuesta de matrimonio y la búsqueda de la «pareja adecuada». Fue incluido entre los mejores temas del álbum por los críticos musicales, aunque también fue criticado por soso y prosaico. Comercialmente, alcanzó el puesto 18 en Chile, el puesto 24 en la lista Hot Latin Songs de Estados Unidos y el puesto 40 en España.

## Fondo y composición
«Para siempre» fue escrita por Daddy Yankee, Sech, Dímelo Flow, Ramsés "BCA" Herrera, Johnny "BK" López, el miembro de ChocQuibTown, Slow Mike, Justin Quiles y Jhonattan "Jhon El Diver" Reyes, y fue producida y programada por Daddy Yankee, Dímelo Flow, Slow Mike, BK y Jhon El Diver. Fue mezclado y masterizado por los ingenieros de audio estadounidenses Vinny DeLeón y Michael Fuller, respectivamente. Daddy Yankee y Sech habían colaborado previamente en otros sencillos, incluidos «Definitivamente» (2020) y las versiones remix de «Relación» (2020) y «Sal y perrea» (2021). Se ha descrito como un «reguetón romántico de mid-tempo» y una «balada pop suave» con «vibra R&B» de Sech acompañado de una guitarra acústica. Tiene una duración de tres minutos y treinta segundos y la letra trata sobre una propuesta de matrimonio y la búsqueda de la «pareja adecuada». Daddy Yankee afirmó que se identifica mucho con la pista por la relación con su esposa, a quien le dedicó líneas sobre estar juntos desde la pobreza y el valor de su compañía.

## Recepción
«Para siempre» fue seleccionado entre los mejores temas de Legendaddy por los editores latinos de Billboard, Jeanette Hernandez de Remezcla, Thom Jurek de AllMusic y un editor de Happy FM. Este último elogió su romanticismo, ausencia de blasfemias y mensaje de amor, refiriéndose a ella como una colaboración «tremenda». Por otro lado, Isabelia Herrera de The New York Times encontró que la canción seguía «formatos pop predecibles y prosaicos» y la describió como un tejido de «texturas de guitarra acústica en una balada de popetón suave y de mid-tempo».

## Desempeño comercial
Tras el lanzamiento del séptimo y último disco de Daddy Yankee, Legendaddy, «Para siempre» debutó y alcanzó el puesto 18 en Chile, el puesto 24 en la lista de EE. UU. Hot Latin Songs y el puesto 40 en España. En los Estados Unidos, también alcanzó el número 20 en la lista Billboard Latin Digital Song Sales.También alcanzó el puesto 68 en el top 100 mensual de Paraguay. 

## Video lírico
El video lírico fue lanzado junto con el resto de los otros videos líricos de las canciones de Legendaddy simultáneamente el 24 de marzo de 2022.

## Video musical
El video musical de «Para siempre» se estrenó en Facebook el 2 de junio de 2022 y luego en YouTube el 7 de septiembre de 2022 y muestra una propuesta de matrimonio. Fue filmado en Honda(Tolima), Colombia con sus escenas dirigidas por el director colombiano Juan "Jasz" Suárez y producida por la productora colombiana Andie Ortíz, y en el municipio puertorriqueño de San Germán, cuyos segmentos fueron dirigidos por la directora puertorriqueña Maricel Zambrano y producidos por la puertorriqueña la productora Maleja Rodríguez.

## Créditos y personal
- BCA – composición de canciones
- BK – productor, programación, composición
- Vinny DeLeón – ingeniero de mezcla
- Jhon El Diver – productor, programación, composición
- Dímelo Flow – productor, ingeniero de grabación, programación, composición
- Michael Fuller – ingeniero de masterización
- Slow Mike – productor, composición, programación
- Justin Quiles – composición de canción
- Sech – voz, composición
- Daddy Yankee – voz, productor, programación, composición

## Posicionamiento en listas
| Lista (2022)                     | Mejor posición |
| -------------------------------- | -------------- |
| Chile (Billboard)                | 18             |
| España (PROMUSICAE)              | 40             |
| Estados Unidos (Hot Latin Songs) | 24             |

| Lista (2022)   | Mejor posición |
| -------------- | -------------- |
| Paraguay (SGP) | 68             |